# Screamin’ Jay Hawkins

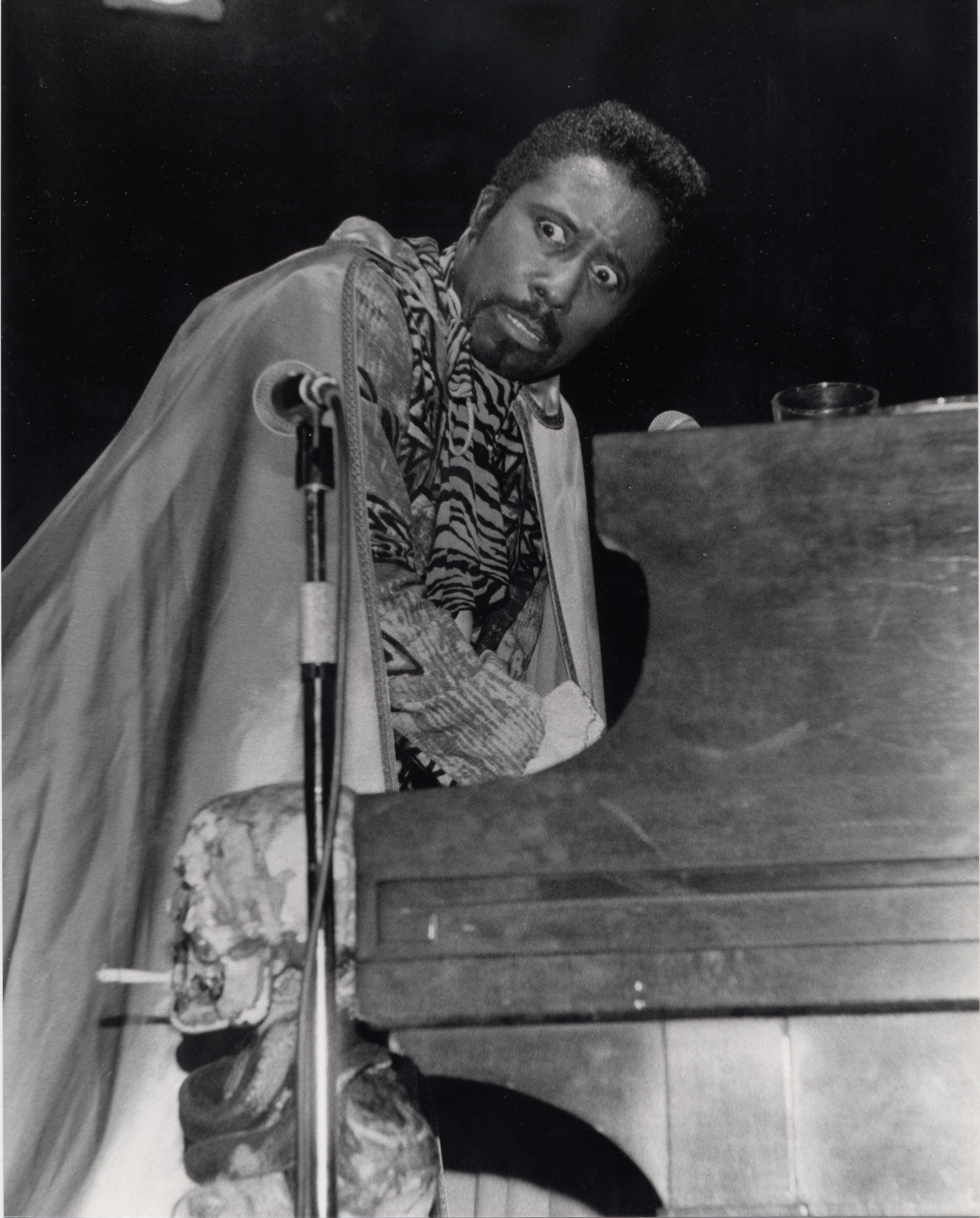
Screamin’ Jay Hawkins (1979)

Screamin’ Jay Hawkins (* 18. Juli 1929 in Cleveland, USA, als Jalacy Hawkins; † 12. Februar 2000 in Neuilly-sur-Seine, Frankreich) war ein US-amerikanischer Blues-Musiker, der für seine ausgefallenen Auftritte und Songs wie I Put a Spell on You und Constipation Blues bekannt ist.

## Frühe Karriere
Hawkins wollte ursprünglich Opernsänger werden und gab daher Paul Robeson und Enrico Caruso als frühe Einflüsse an. Allerdings waren seine Bemühungen in diese Richtung nicht von Erfolg gekrönt, und er begann seine Karriere als Bluessänger und Pianist.
Während des Zweiten Weltkrieges diente er in der US Army im Pazifischen Ozean, hauptsächlich als Entertainer, obwohl er behauptete, Kriegsgefangener gewesen zu sein. Hawkins war ein ausgezeichneter Boxer. Im Jahre 1949 hielt er den Mittelgewichtstitel von Alaska.
1951 tat er sich für eine Weile mit dem Gitarristen Tiny Grimes zusammen und nahm einige Songs mit ihm für Atlantic Records auf. Als er begann, als Solo-Künstler aufzutreten, legte er sich eine ausgefallene Garderobe zu, welche etwa Leopardenfelle, rotes Leder und breitkrempige Hüte umfasste. Legendär wurden die Auftritte, bei denen er sich im brennenden Sarg auf die Bühne tragen ließ. Ebenso legendär sind seine übrigen Requisiten und Bühneneffekte geworden, die mit der Symbolik des Voodoo spielten und Vorbild für mehrere Generationen von „Schock-Rockern“ waren: z. B. Gehstock, (Plastik-)Schlangen, aber auch „Henry“, ein rauchender und sprechender Totenschädel, sowie zahlreiche wegweisende Pyro-Effekte.

## I Put a Spell on You
Seine erfolgreichste Veröffentlichung war I Put a Spell on You. Das Lied wurde in die The Rock and Roll Hall of Fame’s 500 Songs that Shaped Rock and Roll aufgenommen. Hawkins spielte das von ihm selbst geschriebene Lied mehrfach ein. Die erste Aufnahme entstand Ende 1955 für Grand Records; sie verkaufte sich nur mäßig. Im Laufe des Jahres 1956 wechselte Hawkins zu OKeh Records, einem Tochterunternehmen von Columbia. In seiner ersten OKeh-Session, am 12. September 1956, entstand eine weitere Version des Liedes, die schließlich weltbekannt wurde. Hawkins berichtete später, er und seine Musiker seien bei der Aufnahme vollständig betrunken gewesen. Durch das „Schreien, Rufen und Grunzen“ (Hawkins) der Betrunkenen sei die Aufnahme „etwas Besonderes“ geworden.
Der Song wurde von zahlreichen namhaften Künstlern gecovert, darunter The Animals, Creedence Clearwater Revival (1968), Nina Simone, Them, The Who, Joe Cocker, Marilyn Manson, Katie Melua, Annie Lennox, Bryan Ferry, Natacha Atlas sowie von Shane MacGowan and Friends (unter anderem Nick Cave, Bobby Gillespie, Mick Jones, Johnny Depp, Glen Matlock und Chrissie Hynde) als Benefiz-Download-Single im März 2010 für die Opfer des Erdbebens in Haiti.
Eine Neuaufnahme wurde 1991 auf dem Sampler Back to Blues II veröffentlicht.
Später distanzierte sich Hawkins von seinem Lied. Er habe ein Monster geschaffen, dessen Leben er nun führen müsse. Seine Versuche, weniger exzentrische Lieder zu produzieren, waren wenig erfolgreich. Das Publikum und auch die Veranstalter bestanden üblicherweise darauf, dass Hawkins seinen inzwischen typischen Stil auf die Bühne brachte.

## Späte Karriere

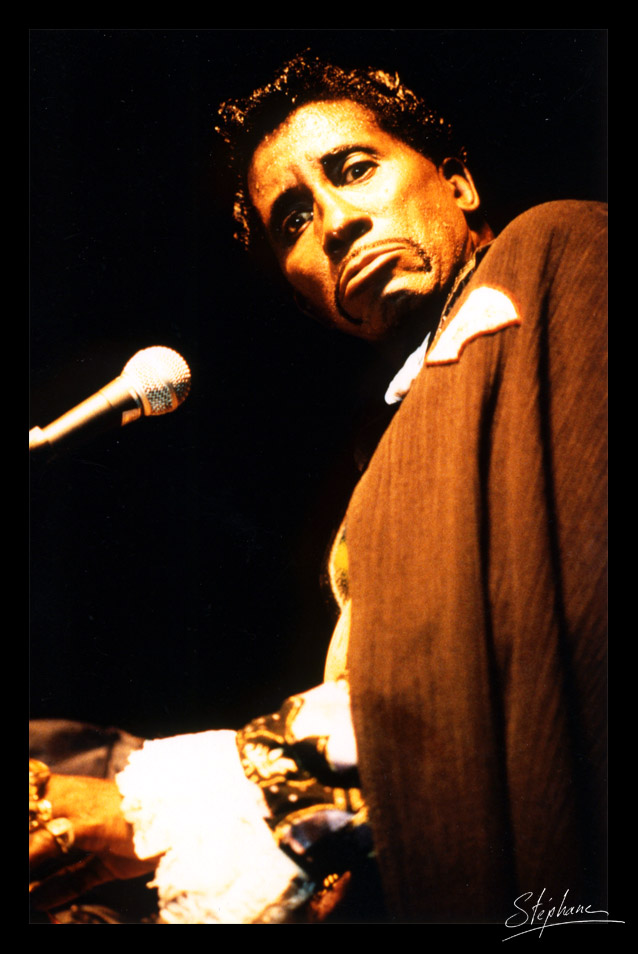
SJ Hawkins 1995

Hawkins hatte etliche weitere „Hits“, z. B. Constipation Blues (der lautstarke Verdauungsprobleme zum Thema hat), Orange Colored Sky und Feast of the Mau Mau, welches von den Geschichten über den Kannibalismus der kenianischen Mau-Mau-Rebellen profitierte. Allerdings wurde keines dieser Stücke so erfolgreich wie I Put a Spell on You.
Ende der 1950er und 1960er  hielt sich Hawkins für längere Zeit im selbstgewählten Exil auf Hawaii auf. Während der 60er und 70er Jahre nahm er zwar auch weiterhin Platten auf, tourte aber vorwiegend durch Europa, wo er sehr populär war. In den USA blieb der Erfolg aus, bis der Regisseur Jim Jarmusch I Put a Spell on You in Soundtrack und Handlung des Filmes Stranger than Paradise (1984) unterbrachte und Hawkins 1989 eine Rolle in Mystery Train gab, wo dieser einen in einen auffallend roten Anzug gewandeten lakonischen Nachtportier in einem schäbigen Motel in Memphis spielt, der u. a. (ironischerweise?) dem Portiersjungen rät, sich neu einzukleiden: „You look like a damned chimpanzee ... The clothes make the man ... .“ Diese Rolle führte zu einigen weiteren Filmauftritten, wie etwa in Álex de la Iglesias Perdita Durango, wo er Adolfo, den Gehilfen des Santero-Priesters Dolorosa spielt und worin dessen Stück „I'm Lonely“ die Schlussszene des Films untermalt. Einen weiteren Auftritt bekam er in Bill Dukes Adaption von Chester Himes A Rage In Harlem.
Seine 1957 veröffentlichte Single Frenzy war im Jahre 1996 auf dem Sampler Songs in the Key of X: Music From and Inspired by The X-Files enthalten. Dieses Lied unterlegte die Folge Humbug aus der 2. Staffel von Akte X.
Im Jahre 1991 kam das Album Black Music For White People heraus. Es enthielt ein Cover des von Tom Waits geschriebenen Lieds Heart Attack and Vine. Hawkins’ Version wurde im Laufe des Jahres in einer europäischen Levi’s-Werbung benutzt, doch Waits hatte niemals eine Erlaubnis zur Nutzung erteilt und es kam zu einem Rechtsstreit. Das Stück Ice Cream Man, welches der Blues-Gitarrist John Brim komponiert hatte, wurde außerdem zuvor schon von Tom Waits (1973) und Van Halen (1978) gecovert.
Während dieser Zeit tourte Hawkins auch mit The Clash und Nick Cave und wurde nicht nur bei Blues-Festivals zu einer festen Größe, sondern trat auch des Öfteren bei Filmfestivals auf.
Am 12. Februar 2000 starb Hawkins und hinterließ eine Vielzahl von Kindern, die von vielen verschiedenen Frauen stammten. Etwa 55 Kinder sind bekannt; einige Quellen berichten von bis zu 75 Kindern. Es gab eine eigene Website, um herauszufinden, wie viele es wirklich waren. Zu seinen Freundinnen gehörten Bea Arthur und Claire Roca.

## Diskografie

### Alben
- 1956 Cow Fingers And Mosquito Pie (Okeh)
- 1958 At Home with Screamin’ Jay Hawkins (Okeh/Epic) - auch erschienen unter den Namen Screamin’ Jay Hawkins und I Put a Spell on You
- 1965 The Night and Day of Screamin’ Jay Hawkins (Planet) - auch bekannt als In the Night and Day of Screamin’ Jay Hawkins
- 1969 What That Is! (Philips)
- 1970 Because Is in Your Mind (Armpitrubber) (Philips)
- 1972 Portrait of a Man and His Woman (Hotline) - auch bekannt als I Put a Spell on You und Blues Shouter
- 1977 I Put a Spell on You (Versatile--recordings from 1966–76)
- 1979 Lawdy Miss Clawdy (Koala)
- 1979 Screamin’ the Blues (Red Lightnin') - auch bekannt als She Put the Wammee on Me
- 1983 Real Life (Zeta)
- 1984 Screamin’ Jay Hawkins and The Fuzztones Live (Midnight Records) - live
- 1986 Frenzy (Edsel Records)
- 1988 At Home with Jay in The Wee Wee Hours (Midnight Records) - live
- 1988 Live & Crazy (Blue Phoenix) - live
- 1990 The Art of Screamin’ Jay Hawkins (Spivey)
- 1991 Black Music For White People (Bizarre/Straight Records/Planet Records)
- 1991 I Shake My Stick at You (Aim)
- 1993 Stone Crazy (Bizarre/Straight/Planet)
- 1994 Somethin’ Funny Goin’ On (Bizarre/Straight/Planet)
- 1993 Rated X (Sting S) - live
- 1995 Screamin' Jay Hawkins & Swing Feeling (Body & Soul; mit Philippe Milanta, Spanky Wilson u. a.)
- 1998 At Last (Last Call)
- 1998 Live (Loudsprecher/Indigo) - live
- 1999 Live at the Olympia, Paris (Last Call) - live
- 2004 Live (Frémeaux et Associés) - live

### Ausgewählte Singles
- 1956 I Put a Spell on You/Little Demon [OKeh 7072]
- 1957 You Made Me Love You/Darling, Please Forgive Me [OKeh 7084]
- 1957 Frenzy/Person to Person [OKeh 7087]
- 1958 Alligator Wine/There’s Something Wrong with You [OKeh 7101]
- 1958 Armpit #6/The Past [Red Top 126]
- 1962 I Hear Voices/Just Don’t Care [Enrica 1010]
- 1962 Ashes/Nitty Gritty - w/ Shoutin’ Pat (Newborn) [Chancellor 1117]
- 1966 Poor Folks/Your Kind of Love [Providence 411]
- 1970 Do You Really Love Me/Constipation Blues [Philips 40645]
- 1973 Monkberry Moon Delight/Sweet Ginny [Queen Bee 1313]

### Sampler
- 1962 Screamin’ Jay Hawkins and Lillian Briggs (Coronet)
- 1963 A Night at Forbidden City (Sounds of Hawaii)

## Filme

### Dokumentationen über Screamin’ Jay Hawkins
- Screamin’ Jay Hawkins: I Put a Spell on Me (Nicholas Triandafyllidis, 2001)

### Als Schauspieler
- Two Moon Junction (Zalman King, 1988)
- Mystery Train (Jim Jarmusch, 1989)
- A Rage in Harlem (Bill Duke, 1991)
- Perdita Durango, auch Dance with the Devil (Álex de la Iglesia, 1997)
- Peut-être (Cédric Klapisch, 1999)

## Trivia
- In Stephen Kings Roman Christine ist die Katze des Protagonisten Dennis Guilder nach Screamin’ Jay Hawkins benannt. Ihr Vorgänger trug den Namen des ebenfalls erfolgreichen Musikers Captain Beefheart.